# 醬

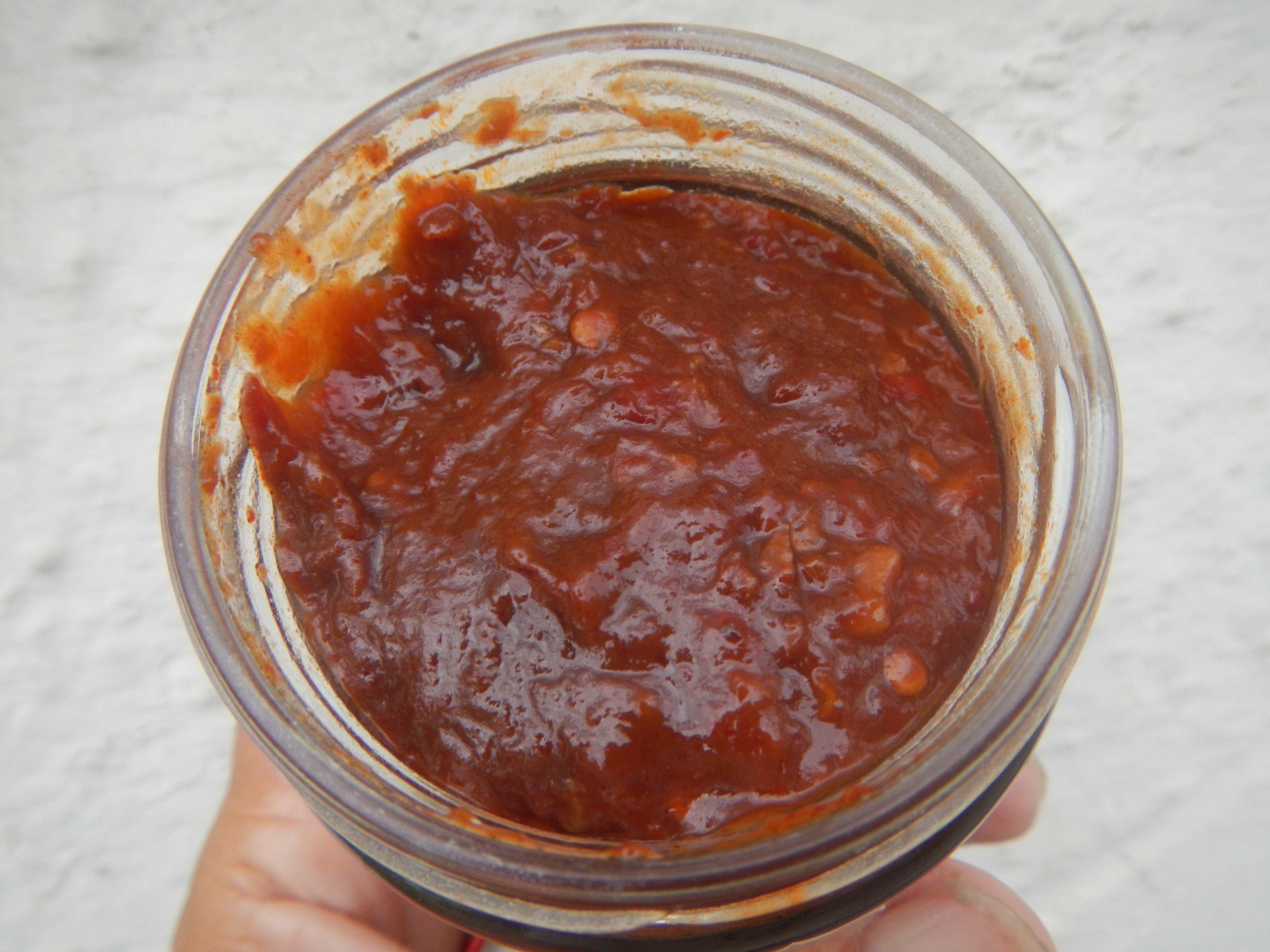
豆瓣酱

醬是帶黏性或糊狀的調味料、佐料或副食品，狹義的醬專指指材料經過發酵所產生者。蘸醬則是食用時把食物蘸進已調味的醬。一些醃漬食品也會以醬命名，如醬菜。
醬的原料有很多，如以肉類製成的肉醬、魚露，以穀物製成的穀醬等。

## 歷史
醬在中國具有悠久歷史，《周禮》已提及醬，《論語》中也有提及孔子食用醬。。
公元前40年前后的《急就篇》最早记载酱来自发酵的大豆和面粉。王充《论衡》提到一月份是制造豆酱的最佳时间。《齐民要术》卷八第七十有详细的作酱法。
南宋以来，开门七件事“柴米油盐酱醋茶”，酱居其一。

## 延伸阅读
[在维基数据编辑]
 《欽定古今圖書集成·經濟彙編·食貨典·醬部》，出自陈梦雷《古今圖書集成》